# 의성군 (1963년 선거구)
의성군은 대한민국의 옛 국회의원 선거구이다. 당시 경상북도 의성군 지역을 관할했다.

## 역사
제6대 국회의원 선거를 앞두고 의성군 갑 선거구와 의성군 을 선거구가 통합되면서 신설되었다.
제9대 국회의원 선거를 앞두고 안동시·안동군 선거구와 통합되면서 안동시·안동군·의성군 선거구를 이루게 됨에 따라 폐지되었다.

## 역대 국회의원
| 선거   | 정당 | 정당       | 의원   |
| ------ | ---- | ---------- | ------ |
| 1963년 |      | 민주공화당 | 오상직 |
| 1967년 |      | 신민당     | 우홍구 |
| 1971년 |      | 민주공화당 | 김상년 |

## 역대 선거 결과

### 대한민국 제6대 국회의원 선거
|  | 27.26% |

|  | 19.62% |

|  | 17.77% |

|  | 13.93% |

|  | 8.13% |

|  | 5.93% |

|  | 4.22% |

|  | 1.75% |

|  | 1.35% |

### 대한민국 제7대 국회의원 선거
|  | 37.59% |

|  | 35.98% |

|  | 21.77% |

|  | 3.62% |

|  | 1.02% |

|  | 0% |

### 대한민국 제8대 국회의원 선거
|  | 56.96% |

|  | 25.63% |

|  | 16.53% |

|  | 0.86% |